# EC 인테르나시오나우 (라지스)
이스포르치 클루비 인테르나시오나우(포르투갈어: Esporte Clube Internacional)는 일반적으로 인테르나시오나우 지 라지스( Internacional de Lages)나 인테르 지 라지스(Inter de Lages)로도 불리는 브라질의 축구단으로, 산타카타리나주의 라지스를 연고로 한다. 2017년 현재 브라질 축구 2부 리그 캄페오나투 브라질레이루 세리이 B에 참가하고 있다.

## 선수 명단

### 현역
참고: FIFA 자격 규정에 따라 소속된 국가대표팀 국기를 표시합니다. 선수는 복수의 FIFA 비회원국 국적을 가지고 있을 수 있습니다.
| 번호 | 포지션 | 국적 | 이름             |
| ---- | ------ | ---- | ---------------- |
| -    | MF     |      | 루드네이 다 로사 |

| 번호 | 포지션 | 국적 | 이름 |
| ---- | ------ | ---- | ---- |